# 阿巴赫河 (阿勒河支流)
47°25′04″N 8°09′43″E / 47.41767°N 8.16198°E

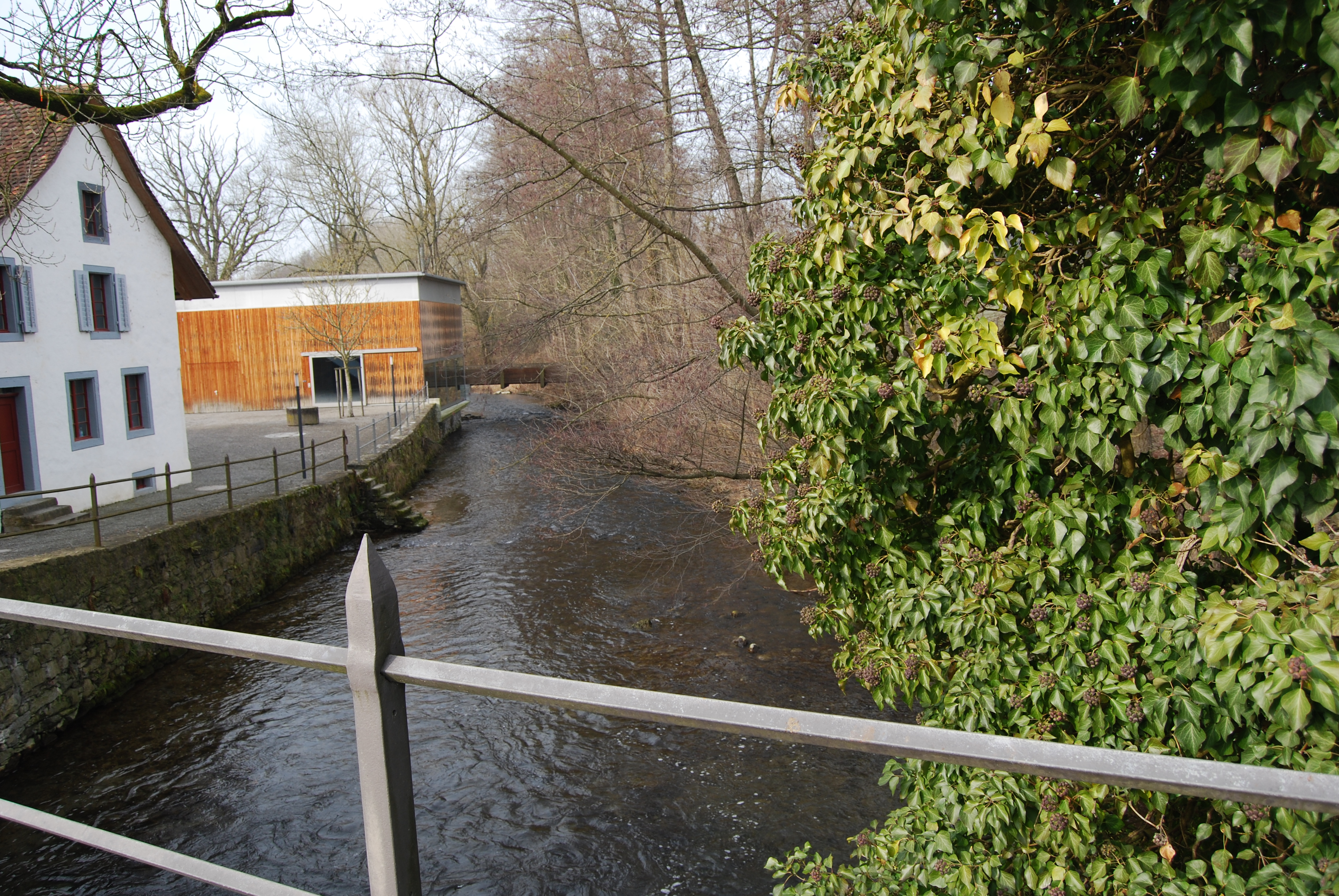

阿巴赫河是瑞士的河流，位於該國中部，流經盧塞恩州和阿爾高州，河道全長39公里，流域面積303平方公里，發源自巴爾代格湖，河口處在默里肯-維爾德格。